# Solrød (općina)
Solrød je općina u danskoj regiji Zeland.

## Zemljopis
Općina se nalazi u istočnom dijelu otoka Zelanda, prositire se na 40 km2.

## Stanovništvo
Prema podacima o broju stanovnika iz 2010. godine općina je imala 20.882 stanovnika, dok je prosječna gustoća naseljenosti 	522,05 stan/km2. Središte općine je grad Solrød Strand.

### Veća naselja
| Veća naselja u općini |                |                    |
| Br.                   | Naselje        | Stanovnika (2010.) |
| 1                     | Solrød Strand  | 14.911             |
| 2                     | Havdrup        | 3.971              |
| 3                     | Jersie         | 553                |
| 4                     | Solrød         | 470                |
| 5                     | Lille Skensved | 67                 |

## Vanjske poveznice
- Službena stranica općine